# 孙广相
孙广相（1941年12月—），籍贯浙江鄞县。中国财经工作者、高级工程师。是中国外经贸部原副部长，并担任中国国际贸易中心董事长。

## 简历
1960年9月-1964年8月，就读于天津工学院（今河北工业大学），专业为电机工程。1964年8月-1969年3月，就职于对外经委技术室。1969年3月-1972年12月，于外经贸部在河南省的干校劳动锻炼。1972年12月-1982年4月，就职于外经贸部一局。1982年4月-1984年10月，担任外贸部援外局副处长。1984年10月-1986年6月，就读于经贸部干部进修学院，进修学习。
1986年6月-1988年12月，担任中华人民共和国驻苏丹大使馆经济参赞，级别为正处级。1988年12月-1991年8月，担任中华人民共和国经济贸易部对外援助司司长。1995年8月-1998年5月，担任外经贸部党组成员，并担任部长助理一职。1996年9月-11月，曾就读于中央党校进修一班。1998年5月，担任外经贸部党组成员和副部长。并担任中国国贸公司董事长。